# Weilheim (Blindheim)
Weilheim ist eine Einöde in der Gemeinde Blindheim im schwäbischen Landkreis Dillingen an der Donau. 

## Lage
Der Ort liegt eineinhalb Kilometer westlich von Unterglauheim an der Südabdachung der Schwäbischen Alb. 300 m im Nordosten führt die Kreisstraße DLG 32 vorbei.

## Geschichte
Weilheim wird erstmals 1147 als „Guilin“ überliefert, erst 1511 wird die heutige Schreibweise mit „Weylhin“ genannt. Der Ort wurde vermutlich als Ausbausiedlung von Oberglauheim auf oder bei Resten einer villa rustica angelegt. Bereits vor 1147 besaß das Kloster Kaisheim Besitz in Weilheim und kaufte etwa zu diesem Zeitpunkt den Zehnt vom Hochstift Speyer. Das Kloster errichtete in Weilheim eine Grangie (Wirtschaftshof), die im Spätmittelalter in zwei Höfe geteilt wurde, die heute noch existieren. Bis zur Säkularisation im Jahre 1803 verblieb Weilheim beim Pflegamt Wolpertstetten des Klosters Kaisheim und kam mit ihm an Bayern. Im Jahr 1851 wurde der Ort von der Gemeinde Oberglauheim abgetrennt und nach Unterglauheim umgegliedert. Mit Unterglauheim kam er am 1. Mai 1978 im Rahmen der Gemeindegebietsreform zu Blindheim.

## Baudenkmäler
Siehe auch: Liste der Baudenkmäler in Weilheim
Für das 12./13. Jahrhundert ist in Weilheim eine Kapelle überliefert. Heute besteht eine Wegkapelle an der Straße nach Schwennenbach, die nach 1704 errichtet wurde.

## Bodendenkmäler
Siehe: Liste der Bodendenkmäler in Blindheim